# Conrad Holck
Frederik Vilhelm Conrad greve Holck til Eckhof (født 1745, død 7. december 1800) var en dansk gehejmeråd, hofmarskal og greve. Han er kendt for at have været den sindssyge konge Christian 7.s drikkekammerat under dennes udskejelser. Desuden blev han en hovedperson i samme konges forlis idet han indirekte hjalp Struensee, som derefter styrtede ham. Han var bror til Margrethe Holck, Hilleborg Margrethe Holck, Flemming Holck-Winterfeldt og Gustav Frederik Holck-Winterfeldt.
Frederik Vilhelm Conrad Holck var søn af generalmajor Christian Christopher Holck til Orebygård (1698-1774) og Ermegaard Sophie von Winterfeldt, han døbtes 2. oktober 1745 i Orebygårds kapel. Han kom i en ung alder til hoffet som kammerpage, blev 1764 vejadjudant med hofjunkers rang og snart efter kammerjunker.

## Christian 7.s yndling
Ved tronskiftet 1766 begyndte det korte afsnit af Holcks liv, der har knyttet hans navn til Christian 7.’s historie; "han dansede godt og løj med Fripostighed", siger Elie Salomon François Reverdil, men anerkender samtidig hans vid og omgængelighed, hvorved han blev kongens yndlingskammerat, og hans magt over kongen viste sig allerede i sommeren 1767 så stærk, at han kunne hindre dronningens deltagelse i kongens rejse til Holsten. Efter hjemkomsten fra denne lykkedes det Holck at få Reverdil afskediget, og fra nu af synes det vanvittige liv, som kongen under Holcks indflydelse hengav sig til, først rigtigt at have blomstret; de vildeste, natlige udskejelser i berygtede huse, slagsmål med vægtere og pøbel, pryglescener mellem kongen og Holck i Christiansborgs gemakker skabte spænding i hverdagen.
Inden årets udgang belønnede kongen sin mentor ved at udnævne ham til hofmarskal. Holcks indflydelse var nu overordentlig, desværre; thi forlystelsessyg og letsindig, som han var, benyttede han den i fuldt mål til sin egen fordel og til kongens skade. Det lykkedes ham således 1768 at sætte igennem, at kongen foretog den særdeles bekostelige udenlandsrejse, på hvilken Johann Friedrich Struensee knyttedes til hoffet. Forinden fik Holck så vel ordenen de l'Union Parfaite som Dannebrogordenen, og under rejsen udnævntes han til Grand maître de la garderobe med gehejmeråds rang.
Hans søster Margrethe von der Lühe havde parallelt et forhold til dronningen, idet hun blev overhofmesterinde med sin brors hjælp.

## Ægteskaber
For at støtte sine, trods kongens rigelige gaver, forfaldne finanser giftede Holck sig den 20. april 1768 med Christiane Stockfleth (født 7. maj 1751), datter af stiftamtmand Christian Stockfleth til Brahesholm. Hun døde imidlertid meget hurtigt af kopper den 12. maj samme år, og de 80.000 rigsdaler, hun havde indbragt Holck, havde han snart brugt. Et nyt godt parti skulle hjælpe ham på fode igen, og efter forgæves at have friet til 2 fornemme udenlandske damer, indgik han den 28. september 1769 ægteskab med grev Christian Conrad Danneskiold-Laurvigs datter Juliane Sophie Danneskiold-Laurvig, der endnu var et barn (født 17. januar 1757).
På sin bryllupsdag blev Holck gehejmekonferensråd, men hermed var hans glimrende periode til ende. Kongen, der nu havde vænnet sig til Struensees selskab, kedede sig ved Holcks, og på en rejse til Holsten, som Holck selv havde arrangeret for at adsprede kongen, modtog han af dennes egen hånd i juli 1770 sin afsked med 2.000 rigsdaler i pension og måtte aflevere det skriftlige tilsagn, han havde ladet sig give på overceremonimesterposten.
Resten af sit liv til sin død i Kiel den 7. december 1800, tilbragte Holck i stilhed, dels på sin gård Eckhof, dels i Bordesholm, efter at han i 1789 havde opnået embedet som amtmand over Kiel, Cronshagen og Bordesholm Amter. Efter sin 2. hustrus død, 11. januar 1790, ægtede Holck en hannoveransk dame, Anne Elise von Ende.

## Karakteristik
Mærkværdigt var det at se Holck på sine gamle dage næsten som patriark i Bordesholm, elsket og æret af sin familie og sine ansatte, men stadig trængt af sine kreditorer. Letsindigheden og det fornøjelige humør og elskværdighed i omgang med andre bevarede han til det sidste og formåede endnu at bedåre dem, der kom i berøring med ham. Johan Georg Rist, der besøgte ham i hans sidste leveår, skildrer ham som et eksempel på en fuldendt kavaler fra Frederik 5.’s og Christian 7.’s letsindige hoffer, en type, som allerede dengang begyndte at blive en sjældenhed.
Man har dømt Holck strengt, men sikkert for strengt. Der fandtes næppe ondskab hos ham, hovedtrækkene i hans personlighed var en utrolig lethed og en grænseløs godmodighed.